# Problemes de Smale
Els anomenats problemes de Smale són una llista de 18 problemes matemàtics no resolts proposada per Steve Smale el 1998 i republicada el 1999. Smale va compondre aquesta llista en resposta a una petició de Vladímir Arnold, llavors president de la Unió Matemàtica Internacional, que va demanar a diversos matemàtics llistar els problemes matemàtics més interessants per al segle xxi, inspirat en la llista de problemes de Hilbert proposats el 1900.

## Problemes
| #  | Formulació                                                                        | Estat |
| -- | --------------------------------------------------------------------------------- | --- |
| 1  | Hipòtesi de Riemann (vegeu també el 8è problema de Hilbert)                       | |
| 2  | Conjectura de Poincaré                                                            | Demostrada per Grigori Perelmán el 2003 utilitzant el flux de Ricci |
| 3  | P = NP                                                                            | |
| 4  | Conjectura τ de Shub-Samle sobre les arrels senceres d'un polinomi d'una variable | |
| 5  | Límits verticals de les corbes diofàntiques                                       | |
| 6  | Finitud del nombre d'equilibris relatius en mecànica celeste                      | Demostrat per sis cossos per A. Albouy i V. Kaloshin el 2012. |
| 7  | Distribució de punts en una 2-esfera                                              | |
| 8  | Introducció de dinàmiques en la teoria econòmica                                  | |
| 9  | Problema de la programació lineal                                                 | |
| 10 | Lema de Pugh                                                                      | |
| 11 | És la dinàmica unidimensional generalment hiperbòlica?                            | |
| 12 | Centralitzadors de difeomorfismes                                                 | Resolt en la topologia C¹ per C. Bonatti, S. Crovisier i Amie Wilkinson |
| 13 | 16è problema de Hilbert                                                           | |
| 14 | Atractor de Lorenz                                                                | Resolt per Warwick Tucker usant aritmètica d'intervals. |
| 15 | Equacions de Navier-Stokes                                                        | |
| 16 | Conjectura jacobiana (de forma equivalent, conjectura de Dixmier)                 | |
| 17 | Resolució d'equacions polinòmiques en temps polinomial en el cas estàndard        | Parcialment resolt per Carlos Beltrán Álvarez i Luis Miguel Pardo, que proposen un algorisme probabilístic amb complexitat polinòmica. Una altra resposta parcial fou publicada per Felipe Cucker i Peter Bürgisser, que van procedir a l'anàlisi suau de l'algorisme probabilístic de Beltrán-Pardo i després van mostrar l'algorisme determinista en funció del temps. |
| 18 | Límits de la intel·ligència                                                       | |

- Llegenda:   Problema resolt

Smale també va llistar 3 problemes addicionals:
1. Problema del valor mitjà
2. És la 3-esfera un conjunt mínim?
3. És un difeomorfisme d'Anosov d'una varietat tancada topològicament igual que el model de grup de Lie de John Franks?